# Mantidactylus alutus
Mantidactylus alutus és una espècie de granota de la família dels mantèl·lids endèmica de Madagascar.